# Бородинская улица (Владикавказ)
Бородинская улица — улица во Владикавказе, Северная Осетия, Россия. Улица располагается в Иристонском муниципальном округе Владикавказа между улицами Куйбышева и Церетели. Начинается от улицы Куйбышева.
Улицу пересекают улицы Максима Горького и Бутырина. От Бородинской улицы начинается Нагорная улица.

## История
Улица названа в честь Бородинского сражения.
Улица образовалась в начале первого десятилетия XX столетия соединением трёх возникших в середине XIX века улиц — 1-й Большой Георгиевской, Георгиевской и Малой Георгиевский. Первые две улицы обозначены на «Генеральном плане Владикавказа с показанием на нём участка под зданием № 47» от 1902 года. Малая Георгиевская улица обозначена на плане областного г. Владикавказа Терской области от 1911 года.
В 1912 году по случаю 300-летия Дома Романовых городская Дума переименовала Малую Георгиевскую улицу в Бородинскую. Под современным названием отмечена впервые на плане Владикавказа от 1912 года. Упоминается под этим же названием в Перечне улиц, площадей и переулков от 1925 года.
Ранее улица заканчивалась на Армянской улицы. В настоящее время этот участок застроен жилыми домами.

## Объекты
Объекты культурного наследия:
- д. 1/ Куйбышева, 38 — памятник истории. Дом, в котором жил поэт Х. Д. Дзаболов[4];
- д. 4 — памятник истории. Дом, где в 1940—1964 гг. жил и умер ученый-зоотехник Георгий Федорович Мухин[4];
- д. 7 — памятник истории. Особняк Маевского. Дом-музей И. А. Плиева, который жил здесь в 1946—1978 гг.[4];
- д. 11/ Максима Горького, 43 — памятник архитектуры и истории. Дом, где в 1903—1935 гг. жил первый хирург-оптик Осетии Лаврентий (Дзыбын) Борисович Газданов[4];
- д. 18 — памятник архитектуры[4];
- д. 21/27 — памятник архитектуры[4];
- д. 25а — памятник истории. Дом, где в 1969—1974 гг. жил актёр Валентин Семенович Бирюков[4];
- д. 36 — памятник архитектуры[4];
- д. 40 — памятник архитектуры[4];

Другие объекты
- Средняя школа № 19,
- Владикавказский институт управления,
- Республиканский колледж культуры (бывшее отделение культпросветработы Владикавказского училища искусств),

## Источник
- Владикавказ. Карта города, изд. РиК, Владикавказ, 2011
- Кадыков А. Н., Улицы, переулки, площади и проспекты г. Владикавказа: справочник, изд. Респект, Владикавказ, 2010, стр. 37 — 39, ISBN 978-5-905066-01-6
- Киреев Ф. С., По улицам Владикавказа, изд. Респект, Владикавказ, 2014, стр. 15 — 16, ISBN 978-5-905066-18-4.
- Торчинов В. А., Владикавказ., Краткий историко-краеведческий справочник, Владикавказ, Северо-Осетинский научный центр, 1999, стр. 92, ISBN 5-93000-005-0